# Ill-natured Spiritual Invasion
Ill-natured Spiritual Invasion – trzeci album studyjny norweskiego zespołu muzycznego Old Man’s Child. Wydawnictwo ukazało się 23 czerwca 1998 roku nakładem wytwórni muzycznej Century Media Records.
Nagrania zostały zarejestrowane pomiędzy marcem a kwietniem 1998 roku w szwedzkim Sunlight Studio. Partie perkusji na płycie nagrał Gene Hoglan, muzyk znany m.in. z występów w zespole Death. Lider formacji Thomas Rune „Galder” Andersen Orre zarejestrowane wszystkie pozostałe instrumenty na albumie.
8 grudnia 2003 roku album został wydany na płycie gramofonowej jako część boxu pt. The Historical Plague.

## Lista utworów
Opracowano na podstawie materiału źródłowego.
| Nr | Tytuł utworu            | Słowa  | Muzyka | Długość |
| -- | ----------------------- | ------ | ------ | ------- |
| 1. | „Towards Eternity”      | Galder | Galder | 05:17   |
| 2. | „The Dream Ghost”       | Galder | Galder | 03:42   |
| 3. | „Demoniacal Possession” | Galder | Galder | 03:31   |
| 4. | „Fall of Man”           | Galder | Galder | 04:01   |
| 5. | „Captives of Humanity”  | Galder | Galder | 04:42   |
| 6. | „God of Impiety”        | Galder | Galder | 05:24   |
| 7. | „My Evil Revelations”   | Galder | Galder | 03:59   |
| 8. | „Thy Servant”           | Galder | Galder | 04:47   |
|    |                         |        |        | 35:23   |

## Twórcy
Opracowano na podstawie materiału źródłowego.
- Thomas Rune „Galder” Andersen Orre - wokal prowadzący, gitara elektryczna, gitara basowa, instrumenty klawiszowe, inżynieria dźwięku, produkcja muzyczna, miksowanie
- Gene Hoglan - perkusja, instrumenty perkusyjne
- Tomas Skogsberg, Jocke Pettersson - inżynieria dźwięku, miksowanie
- Kris Verwimp, Carsten Drescher - okładka, oprawa graficzna
- Christophe Szpajdel - logo